# Mayerling (1936)
Mayerling is een Franse dramafilm uit 1936 onder regie van Anatole Litvak.

## Verhaal
Aartshertog Rudolf van Oostenrijk verkiest het leven van een gewone burger boven dat van een edelman. Keizer Frans Jozef regelt een huwelijk voor hem. Hij laat hem voortdurend volgen door spionnen. De prins schudt zijn belagers af en maakt op een jaarmarkt kennis met Marie. Ze krijgen een relatie, maar Marie weet niets over de afkomst van haar geliefde.

## Rolverdeling
| Acteur            | Personage          |
| ----------------- | ------------------ |
| Charles Boyer     | Aartshertog Rudolf |
| Danielle Darrieux | Marie Vetsera      |
| Marthe Régnier    | Barones Vetsera    |
| Yolande Laffon    | Prinses Stefanie   |
| Suzy Prim         | Gravin Larisch     |
| Gina Manès        | Marinka            |
| Odette Talazac    | Voedster van Marie |
| Nane Germon       | Anna Vetsera       |
| Nine Assia        | Nicht van Marie    |
| Christiane Ribes  | Meisje             |
| Gabrielle Dorziat | Keizerin Elisabeth |
| Jean Dax          | Keizer Frans Jozef |
| Jean Debucourt    | Graaf Taafe        |
| André Dubosc      | Loschek            |
| René Bergeron     | Szeps              |